# クンダ文化
クンダ文化（Kunda culture）は、中石器時代のラトビアからロシアにかけてのバルト地方の森林地帯の狩猟採集民文化である。
放射性炭素年代測定で紀元前8500-5000年を示す。
スウィデリアン文化に起源を発する。
初めて広範に研究された居住地が発見されたエストニアの都市クンダ (エストニア)から名づけられた。
ナルヴァ文化が後継文化である。

## 担い手の遺伝子
Jones et al. (2017) によればクンダ文化とその後のナルヴァ文化の人々は、東ヨーロッパ狩猟採集民よりも西ヨーロッパ狩猟採集民と遺伝的に類似している。
Mittnik et al. (2018) はクンダ文化の男性と女性の遺骨を分析した。
男性はハプログループI (Y染色体)とU5b2c1 (mtDNA)、女性はU4a2 (mtDNA)に属していた。
古代北ユーラシア人から遺伝的に大きな影響を受けているものの、西ヨーロッパ狩猟採集民と非常に密接な関連性を持っていることがわかった。
Matthieson et al. (2018) はen:Zvejnieki burial groundに埋葬された多数の遺骨（ほとんどはクンダ文化とその後のナルヴァ文化のもの）を分析した。
mtDNAはハプログループU5、U4、U2に属し、Y-DNAの大部分はR1b1a1aおよびI2a1に属していた。